# InterTV Alto Litoral
InterTV Alto Litoral é uma emissora de televisão brasileira sediada em Cabo Frio, cidade do estado do Rio de Janeiro. Opera no canal 8 (33 UHF digital) e é afiliada à TV Globo. É a matriz da Rede InterTV, tanto para a rede em si quanto para a sua cobertura no estado do Rio de Janeiro, e seu sinal chega a 14 municípios da Região dos Lagos e parte do Norte Fluminense. A emissora também possui uma sucursal em Macaé, onde são produzidas matérias jornalísticas exibidas na programação local, além de entradas ao vivo.

## História
A concessão do canal 8 VHF de Cabo Frio foi outorgada, após concorrência pública, pelo presidente José Sarney em 22 de julho de 1988, a uma sociedade formada pelos empresários Cleófas Uchoa, Jacques-Louis Mercier e Mário Campos da Silveira (ambos excutivos ligados à Embratel no governo do presidente), juntamente com o então secretário-geral do Ministério das Comunicações, Rômulo Villar Furtado, e o então deputado federal Arolde de Oliveira. Após um mês de testes, a TV Lagos foi inaugurada em 30 de setembro de 1989, ao meio-dia, com a exibição de um documentário sobre a sua fundação, seguido da programação regular da Rede Globo, que conquistava a sua segunda afiliada no interior fluminense.
Seus estúdios inicialmente funcionavam na cidade vizinha de São Pedro da Aldeia, localizados no bairro Vinhateiro, nos arredores da região central de Cabo Frio. Sua programação de início era em grande parte retransmitida da TV Globo Rio de Janeiro, tendo apenas a produção de um bloco local do RJTV 2.ª edição, além do boletim jornalístico Lagos Notícia, exibido ao longo da programação.
Em janeiro de 1996, a Rede Globo adquire 100% do controle acionário da TV Lagos, a exemplo do que havia feito no ano anterior com a TV Serra+Mar de Nova Friburgo. No ano seguinte, a emissora muda de nome para TV Alto Litoral, e expande sua área de cobertura para o Norte Fluminense, abrindo sucursais nos municípios de Macaé e Campos dos Goytacazes, que vinham sendo atendidos pela emissora friburguense desde a desfiliação da TV Norte Fluminense em 1995. Com a expansão, houve também um incremento do jornalismo local, e a emissora passou a produzir as duas edições do RJTV para a sua área de cobertura.
Em março de 2002, por conta de problemas financeiros relacionados a investimentos malsucedidos na Globo Cabo, a Rede Globo colocou à venda sua participação acionária em 27 emissoras pelo país, de modo a fazer capital para cobrir o rombo em suas finanças, sendo uma delas a TV Alto Litoral. Em outubro de 2003, a emissora foi vendida, juntamente com a TV Serra+Mar e a TV Grande Minas de Montes Claros, Minas Gerais para o empresário capixaba Fernando Aboudib Camargo.
Da união entre as ambas, formou-se em fevereiro de 2004 a Rede InterTV, e a emissora cabo-friense passou a se chamar InterTV Alto Litoral, tornando-se também a cabeça da rede para o estado do Rio de Janeiro, posição que se tornou mais evidente em janeiro de 2005, quando a direção da InterTV encerrou a programação local da InterTV Serra+Mar e da InterTV Planície (adquirida posteriormente) e as tornou meras retransmissoras da programação gerada na Região dos Lagos. Em 2008, após 19 anos, a InterTV Alto Litoral deixou suas antigas instalações no Vinhateiro e se mudou para novos estúdios no bairro vizinho de Porto do Carro, em Cabo Frio.

## Sinal digital
| Canal virtual | Canal digital | Resolução de tela | Programação                                           |
| ------------- | ------------- | ----------------- | ----------------------------------------------------- |
| 8.1           | 33 UHF        | 1080i             | Programação principal da InterTV Alto Litoral / Globo |

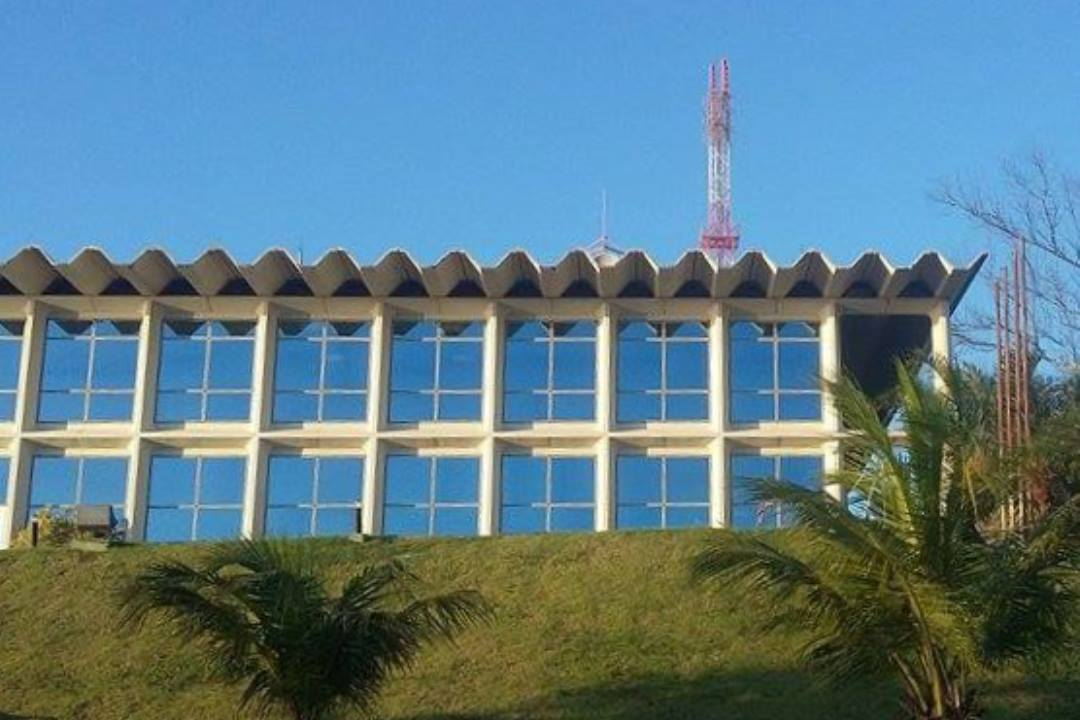
Atual sede da emissora em Cabo Frio, 2016

A emissora iniciou suas transmissões digitais em 2 de dezembro de 2011, pelo canal 33 UHF para Cabo Frio e áreas próximas. Em 14 de março de 2016, passou a transmitir sua programação local em alta definição.
Transição para o sinal digital
Com base no decreto federal de transição das emissoras de TV brasileiras do sinal analógico para o digital, a InterTV Alto Litoral, bem como as outras emissoras de Cabo Frio, cessou suas transmissões pelo canal 8 VHF em 12 de dezembro de 2018, seguindo o cronograma oficial da ANATEL.